# Jorge Luis Acha
Jorge Luis Acha (10 novembre 1946, Miramar, Argentine - 12 octobre 1996, Miramar) était un artiste, peintre, écrivain, scénariste, photographe et cinéaste argentin.

## Biographie
Il est formé à l'École Nationale des Beaux-Arts Prilidiano Pueyrredón de Buenos Aires, où il obtient son diplôme de professeur de dessin et de peinture, métier qu’il a exercé dans cette institution et dans son propre atelier, devenant une inspiration intellectuelle et artistique pour de nombreux élèves.
Entre 1975 et 1989, il a eu plusieurs expositions individuelles de peinture à Buenos Aires, La Plata (Argentine), Lima (Pérou), et le Musée d'Art moderne de São Paulo (Brésil). Il a également exposé à la Biennale de l'humour satirique de Gavobro (Bulgarie) et à l'Exposition internationale des arts graphiques de Bilbao (Espagne).
Bien qu'il se considérait lui-même comme un « peintre voyageur » - condition qui le reliait à la tradition romantique du XIXe siècle - et tenait la nature - en particulier la mer - comme thème principal, ses paysages sont moins un enregistrement documentaire qu’un état spirituel du peintre face à la nature.
Dans son travail il a exploré diverses techniques, mais a essentiellement été un dévot de l'aquarelle, doté d'une grande dextérité pour capturer les atmosphères avec des touches diaphanes qui allient profondeur et simplicité. Il était un créateur embrassant plusieurs disciplines artistiques avant de briller dans le domaine de la cinematographie.
Ses longs métrages sont : Habeas Corpus (1986), l'histoire originale d'un prisonnier torturé par la dictature militaire en Argentine dans la Semaine sainte durant laquelle le Pape a visité Buenos Aires – Prix du Festival du Film à Bariloche 1988 - Standard (1989) avec Libertad Leblanc sur le projet de l’Autel de la Patrie (Argentine) (es) et Mburucuyá (1992), retraçant les voyages de Alexander Von Humboldt et Aimé Bonpland en Amazonie,. Il a aussi réalisé plusieurs courts-métrages, comme Impasse avec Leonor Manso.
Aucun de ces films n’a été commercialisé. Ils sont aujourd’hui devenus des films culte projetés dans les musées et lors de festivals internationaux.
Il a écrit sur le cinéma dans les magazines L'ami américain et Biographe (1979-80), partageant la rédaction avec Rodrigo Tarruela, Angel Faretta, Carlos O. Marcelo Garcia et Zapata, parmi d'autres. Dans son œuvre théâtral Samka-cancha il joue en collaboration avec le journaliste Raul Garcia Luna.
Un premier volume de ses écrits, Escritos Póstumos, est paru chez Alción Editora en 2012. Il contient trois scripts cinématographiques : Homo Humus, Blancos et San Michelín, trois pièces qui explorent le dilemme identitaire auquel l’Amérique latine doit faire face à partir de l’invasion européenne. L’introduction est une analyse précise écrite par son disciple, Gustavo Bernstein, qui préside actuellement l’Association Jorge Luis Acha. Les volumes suivants sont en cours de publication.
Acha a aussi participé au film Cinéfilos a la intemperie réalisé par Carlos O. Garcia et Alfredo Slavutzky, où il a eu plusieurs interventions remarquables soulignées par les critiques : « le film serait tout autre sans la participation de Acha, qui interprète le jeu comme personne avec quelques interventions géniales et sérieusement hilarantes » (Quintin). « Un des axes magnétiques du film, une sorte de comédien du stand-up terriblement lucide qui salue son propre avenir et la mort qui l’approche, faisant face à la certitude que le cinéma et la vie finissent par être une seule et la même chose » (Eduardo Rojas).
Il est mort à 49 ans, en explorant le terrain où il allait construire sa future maison.

## Filmographie
- 1969 : Impasse
- 1976 : Producciones Arena
- 1986 : Habeas Corpus
- 1989 : Standard
- 1991 : Mbucuruyá, cuadros de la naturaleza

## Source de la traduction
- (es) Cet article est partiellement ou en totalité issu de l’article de Wikipédia en espagnol intitulé « Jorge Luis Acha » (voir la liste des auteurs).